# Cartersville
Cartersville är en ort i den amerikanska delstaten Georgia med en yta av 60,9 km² och en folkmängd som uppgår till 19 731 invånare (2010). Cartersville som är administrativ huvudort i Bartow County har fått sitt namn efter jordägaren Farish Carter. Orten fick stadsrättigheter den 8 februari 1854. Orten miste sin status som city efter förstörelsen i amerikanska inbördeskriget men rättigheterna återställdes redan år 1872.